# Xandros
Xandros (o más exactamente Xandros Complete Linux Desktop Solution) es una distribución Linux canadiense comercial, actualmente discontinuada, basada en Corel Linux (que fue comprada por Xandros en 2001) e inspirada en GNU/Linux Debian enfocada en crear una solución de escritorio que combina lo mejor de las tecnologías de código abierto con una atención corporativa hacia el soporte y usabilidad, así como compatibilidad con software de Microsoft Windows.
Gracias a CrossOver, Xandros puede ejecutar una gran gama de programas diseñados para Windows, siendo compatible con Internet Explorer 6, Office XP, Adobe Photoshop CS2 entre otros programas.
Por otro lado y debido a la inclusión de Samba es capaz de integrarse perfectamente con redes Windows.
Incluye OpenOffice.org 2.xx, Firefox y variadas aplicaciones. Mediante el sistema de descargas Xandros Networks, es posible instalar aplicaciones tales como k3b, Gambas, Scribus, Inkscape, Synaptic, etc. tanto de los propios repositorios de Xandros como de Debian. Para evitar la corrupción del sistema y de su particular KDE, es conveniente realizar el llamado "pinning" una vez instalado antes de ampliar los repositorios a otros distintos a los de Xandros. Aunque el escritorio viene en idioma inglés, es posible su conversión al español mediante la descarga del paquete kde-i18n-es.
El entorno es muy amigable para los usuarios acostumbrados a Windows. Por ejemplo, las unidades de disco duro, de CD o DVD (C:, D:, E:, etc.) continúan identificándose de la misma manera que en Windows, aun cuando pueden tratar también como en Linux (hda, hdb, etc). Posee un potente Administrador de Archivos desde el que, con solo arrastrar los archivos al quemador, se pueden crear CD o DVD a gusto.
La instalación configura automáticamente el hardware. Al igual que ocurre en otras distribuciones Linux, si existe alguna instalación previa de Windows la respeta y al arrancar permite escoger el sistema operativo. En el Centro de Control de Xandros (una utilidad propia) se puede establecer un arranque predeterminado ya sea Windows, Xandros o cualquier otro.
Con Xandros se pueden leer y escribir las particiones de Windows con sistemas de archivos FAT, FAT32 o NTFS, además de los propios de Linux. Es completamente compatible con redes bajo Windows.
En 2007 Xandros compró Scalix y en julio de 2008 adquirió Linspire.
En junio de 2007 firmó un acuerdo de colaboración con Microsoft 
El Subportátil Asus Eee PC se comercializa con una distribución Linux de Xandros.
Comenzó como un proyecto basado en la versión 3.0 de Corel Linux OS, Ganador de varios premios. Con base en Ottawa, el equipo de desarrollo de Xandros incluye reconocidos arquitectos y desarrolladores de Corel Linux OS.

## Ediciones del sistema operativo
Hay varias ediciones: Home, Home Premium, Professional y trial (operativa durante 30 días en versión Desktop)
Xandros Desktop Home Edition
La versión básica de Xandros destinada al usuario final. Incluye las versiones trial de 30 días Crossover (el cual permite instalar y ejecutar una buena lista de programas windows) y de Xandros Anti-Virus (como parte de Xandros Security Suite). Además de incluir todo lo básico para realizar tareas esenciales de un usuario doméstico como la grabación de datos de CD y/o DVD (función integrada en Xandros File Manager), reproducción de archivos multimedia (con RealPlayer), la navegación de internet (mediante Firefox), lectura de correo electrónico (mediante ThunderBird) como las conversaciones en línea (mediante Kopete).
Xandros Desktop Home Edition-Premium
La versión "sin compromisos" y completa de Home Edition. Se incluye la versión completa de CrossOver y de Xandros Security Suite (que incluye la versión completa de Xandros Anti-Virus además de otras funcionalidades nuevas como el control diario, seguimiento y reparación de archivos del sistema). Además de otros "extras" de esta edición como programas y funcionalidades nuevas (de las cuales destacan un reproductor multimedia como un organizador de fotografías y gráficos muy completos en funcionalidades), incluye el programa Versora Progression también hecho por Xandros Incorporated el cual consiste en trasladar todo nuestros documentos, música, archivos, marcadores de páginas favoritas, programas, etc., de Windows a Xandros
Xandros Desktop Professional Edition
Esta versión está orientada especialmente a las PYMES y como escritorio para profesionales. Sería equivalente en cuanto a funciones y programas a la versión Home Edition-Premium pero sin el programa Versora Progression. En cambio ofrece funciones de red para entornos de trabajo como así programas para dicho fin
Ofrece otra versión para servidores, Xandros Server (actualmente en la versión 2.0) con múltiples opciones que hacen de Xandros un digno sustituto de Windows 2000/2003. El sitio Web de Xandros ofrece también un foro para usuarios hispanohablantes, muy útil para los nuevos usuarios de esta distribución.
Xandros es, además, el sistema operativo de fábrica que trae el novedoso Eee PC.
Para algunos Xandros es hoy la opción más amigable y eficiente para sustituir a Microsoft Windows o para que ambos sistemas operativos convivan en un PC. Se esperaba en 2007 el lanzamiento de Xandros 5, con grandes expectativas de rendimiento y versatilidad, pero esto no ocurrió. Parece que esta demora se debe a que Xandros concentró sus esfuerzos en el Eee PC y, además, quiera esperar nuevos cambios en Debian, el núcleo y en KDE.
En mayo de 2017 Al parecer la Página web de Xandros que lo comercializaba www.Xandros.com ya no existe, y la empresa Argentina Pixart ya no ofrece el sistema operativo Xandros en español, por lo que se deduce que pudo haber quebrado o desaparecido la empresa Xandros de Canadá, en la página web de Linspire, se deduce que el software lo adquirió la empresa PC/OpenSystems LLC, y dejó de llamarse Xandros para llamarse nuevamente Linspire, y que la empresa todavía ofrece soporte para  Xandros Desktop,  la empresa PC/OpenSystems LLC ofrece el software Linspire a precios de $29.99 por la descarga y en $32.99 por medios físicos como USB, el cual se convierte junto con Linux Zorin como 2 de las versiones de Linux de pago más conocidas.
- Datos: Q596710
- Multimedia: Xandros / Q596710